# Dornier Do 317
Die Dornier Do 317 war ein mittelschwerer deutscher Bomber aus der Zeit des Zweiten Weltkriegs.

## Geschichte
Mit der Planung des Flugzeugentwurfes wurde im Frühjahr 1940 begonnen und obwohl das Flugzeug äußerlich stark an die Do 217 erinnerte, handelte es sich um einen neuen Entwurf. Es wurden nur sehr wenige Bauteile der Do 217 für die Do 317 übernommen. Der Zweck der Umkonstruktion lag darin, den Rumpf derart zu gestalten, dass eine Last von 3000 bis 4000 Kilogramm im Laderaum unterzubringen war. Es waren die Ausführungen A ohne und B mit Druckkabine geplant. Eine Attrappe wurde im Oktober 1940 vorgestellt. Es waren ursprünglich sechs Versuchsflugzeuge geplant, für die im März 1941 der DB 603A und der Jumo 222 für jeweils drei Exemplare als Antrieb vorgesehen wurde. Die Höchstgeschwindigkeit bei zwei verwendeten Jumo 222 M mit einer Leistung von jeweils 2.000 PS (ca. 1.470 kW) lag theoretisch bei 585 km/h in 6000 Metern Höhe und einer Startmasse von 20,15 Tonnen. Als Besatzung waren vier Mann vorgesehen.
Verzögerungen bei der Entwicklung der beiden Triebwerke behinderten eine Fortführung der Arbeiten. Im Jahr 1942 wurde das Programm deshalb vorläufig zurückgestellt und die Anzahl der V-Muster auf zwei beschränkt, von denen letzten Endes aber nur die Do 317 V1 mit einem DB-603-Antrieb gebaut wurde. Der Erstflug der unbewaffneten Do 317 V1 (VK+IY, WNr. 3170000001) fand am 8. September 1943 mit Flugkapitän Hans Dieterle als Pilot statt. Danach wurde kein weiteres Flugzeug fertiggestellt, da das Muster bereits nicht mehr in den Planvorgaben des Reichsluftfahrtministeriums enthalten war. Das darauffolgende Projekt, die Do 417, kam über das Entwurfsstadium nicht mehr hinaus. Somit war die Do 317 das letzte Glied in Dorniers 17er-Typenreihe.

## Technische Daten

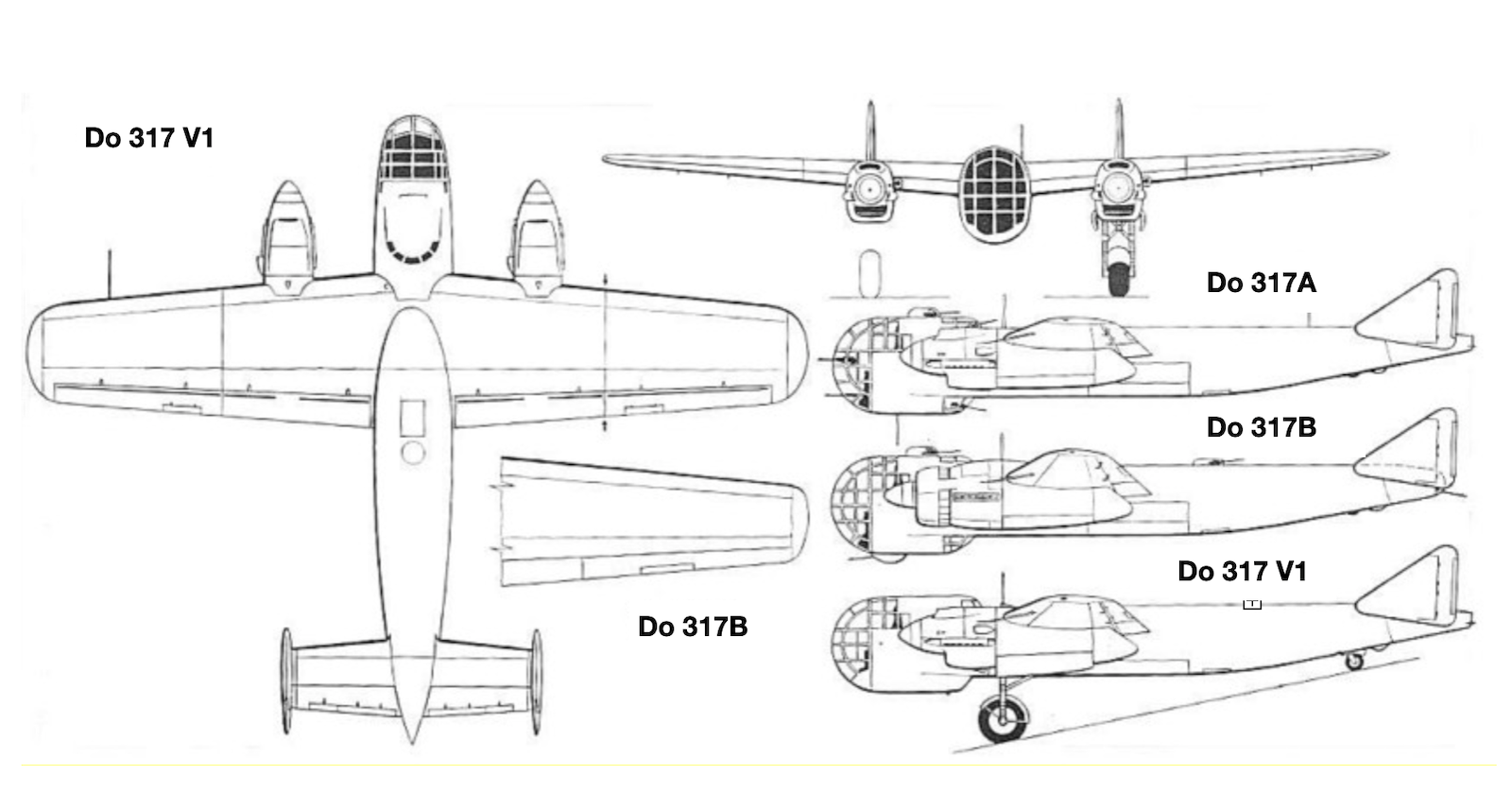
Ansichten der Do 317

| Kenngröße             | Daten der Do 317A                                                             |
| --------------------- | ----------------------------------------------------------------------------- |
| Besatzung             | 4                                                                             |
| Länge                 | 16,80 m                                                                       |
| Spannweite            | 20,64 m                                                                       |
| Höhe                  | 5,64 m                                                                        |
| Flügelfläche          | 68,0 m²                                                                       |
| Flügelstreckung       | 6,3                                                                           |
| Leermasse             | 9.955 kg                                                                      |
| Startmasse            | 18.650 kg                                                                     |
| Triebwerke            | zwei DB 603B mit 1.750 PS (ca. 1.290 kW), VDM-Vierblatt-Verstellluftschrauben |
| Höchstgeschwindigkeit | 448 km/h in Bodennähe 560 km/h in 6000 m Höhe                                 |
| Marschgeschwindigkeit | 414 km/h in Bodennähe                                                         |
| Landegeschwindigkeit  | 133 km/h                                                                      |
| Dienstgipfelhöhe      | 9.800 m                                                                       |
| Reichweite            | 3.980 km                                                                      |
| Bewaffnung            | 1 × MG 151, 3 × MG 131 und 1 × MG 81Z, sechs 500-kg-Bomben                    |